# جبل تامبورا
جبل تَمبورا أو -تَمبورو (ڬونوڠ تمبورو \ تمبورا) أكبر بركان بأرخبيل سڠڬر الموجود على سواحل جزيرة سمباوا، نوسا تنقارا الغربية؛ إندونيسيا.
إن منطقة جبل تمبورا واقعة داخل حدود محمية كاوسن بمساحة 17,221 هكتارا.

## بركان جبل تامبورا

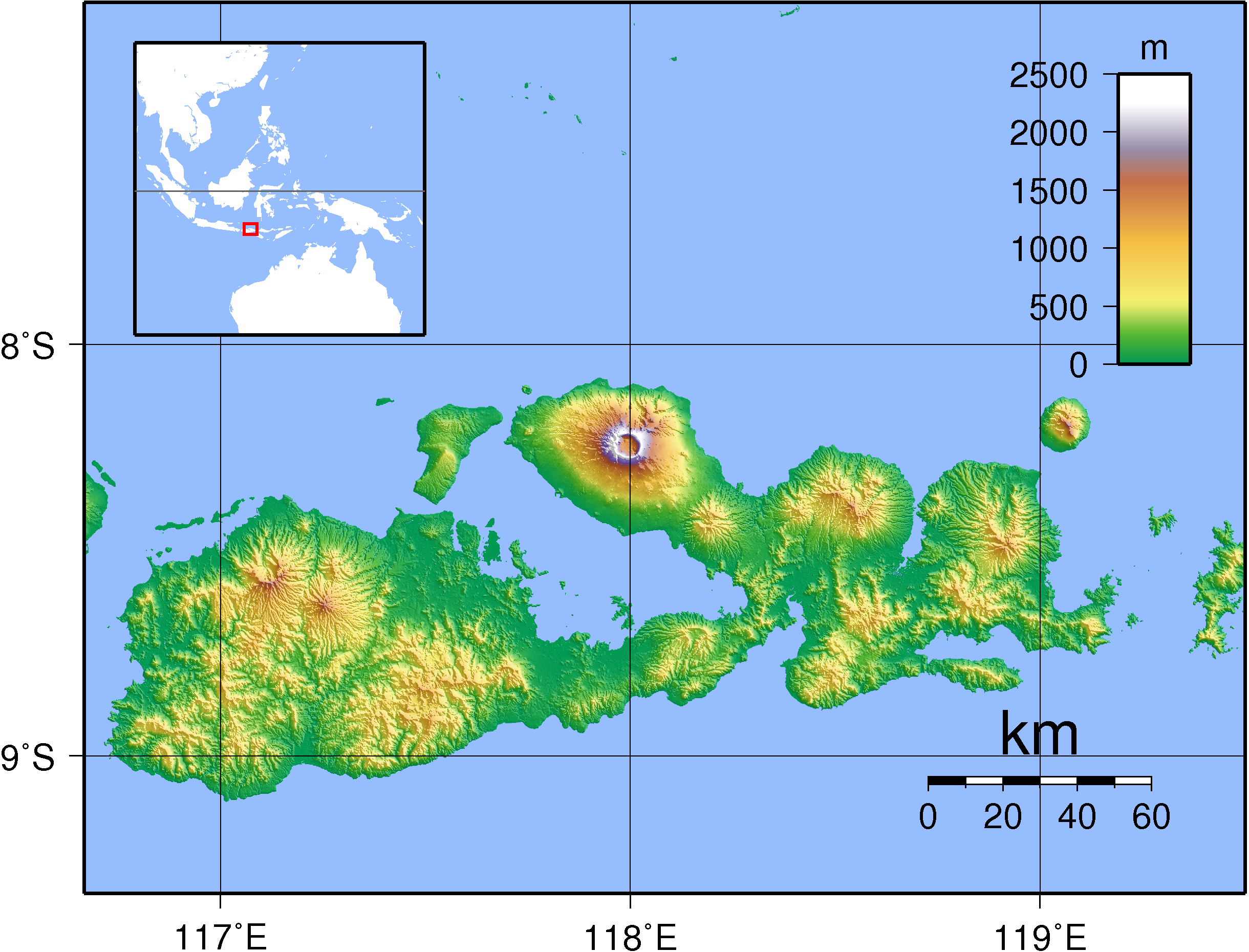
موقع جزيرة سمباوا حيث تتبين كوة جبل تمبورا، قمة في تلك الجزيرة.

## كتب عنه
بمناسبة مرور مئتي عام على ثوران البركان أُصدر كتاب عام 2015 بعنوان "تامبورا.. البركان الذي غيّر العالم
" للمؤلف جيلن دارسي وود الأستاذ في جامعة الينوا الأميركية.